# Jón Sveinsson
Jón Stefán Sveinsson (ur. 16 listopada 1857 w Hörgárdal na Islandii, zm. 16 października 1944 w Kolonii) – islandzki pisarz i jezuita. Znany był też pod pseudonimem Nonni. Studiował teologię na uniwersytetach w Europie i jako duchowny jezuicki wykładał w szkołach katolickich m.in. Danii i Niemiec. Najbardziej znany jest ze swoich książek dla dzieci, a będących jego osobistymi przeżyciami z Islandii. W Dwudziestoleciu Międzywojennych wydano w Krakowie, nakładem Wydawnictwa Księży Jezuitów kilka tłumaczeń jego książek, jednak z odmienną pisownią nazwiska autora: Jón Svensson.

## Wybrane wydania polskie[1]
- Noni i Manni (1921), Kraków, Wydawnictwo ks. Jezuitów
- Dwaj islandzcy chłopcy (1921), Kraków, Wydawnictwo ks. Jezuitów
- Czółnem przez morze (1924), Kraków, Wydawnictwo ks. Jezuitów
- Z dalekiej północnej wyspy (1924), Kraków, Wydawnictwo ks. Jezuitów
- Wśród rozjuszonych niedźwiedzi (1931), Kraków, Wydawnictwo ks. Jezuitów